# HyperMemory
HyperMemory è una tecnologia ATI che usa la memoria RAM del computer come parte memoria della scheda video frammentandone il buffer.
Viene utilizzata nelle schede video della serie Radeon.
L'utilizzo di questa memoria supplementare avviene grazie al nuovo meccanismo di trasferimento dati tramite PCI Express.
L'elevata latenza della connessione con la memoria RAM rende necessaria la presenza di un buffer sulla scheda per memorizzare le informazioni più richieste dal processore, che consiste in uno o due chip di RAM con un bus a 32 o 64 bit verso la GPU.
La tecnologia HyperMemory consente una notevole riduzione dei costi di produzione delle schede e non riduce in modo significativo le prestazioni della GPU nell'accelerazione 2D; consente anche l'esecuzione di giochi 3D, a patto di abbassare i dettagli grafici. Viene pertanto utilizzata nelle schede video più economiche o integrate nei Notebook.